# Statistiche e record di Michael Phelps
In questa pagina sono riportate le statistiche e i record realizzati da Michael Phelps durante la carriera natatoria.

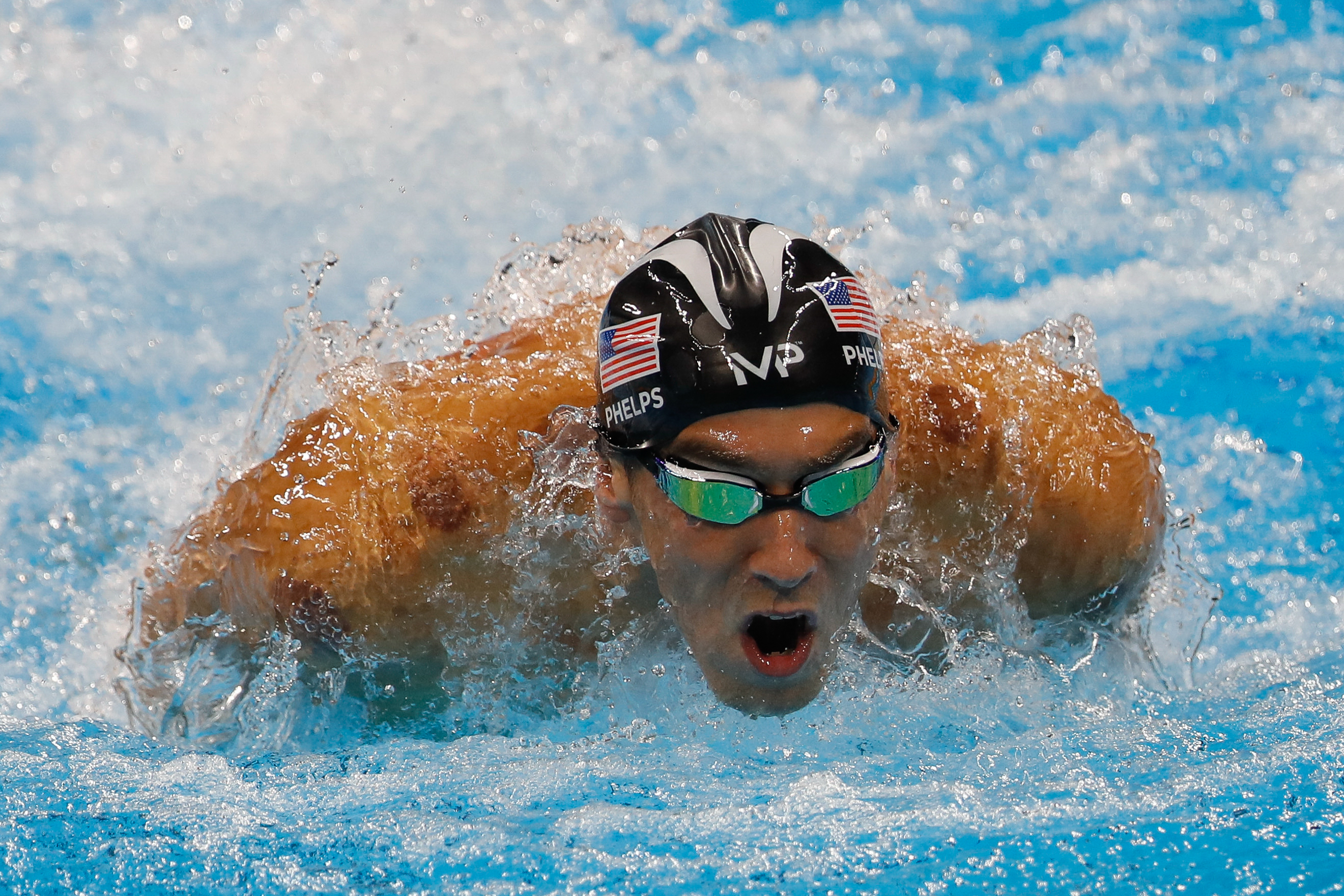
Michael Phelps a Rio 2016, in cui portò il suo palmarès a 28 medaglie olimpiche.

## Statistiche

### Palmarès
| Giochi olimpici               | 200 m s.l.      | 200 m dorso     | 100 m farfalla | 200 m farfalla  | 200 m misti     | 400 m misti     | 4×100 m s.l.    | 4×200 m s.l.    | 4×100 m misti |
| Atene 2004 Grecia             | Bronzo 1'45"32  | -               | Oro 51"25      | Oro 1'54"04     | Oro 1'57"14     | Oro 4'08"26     | Bronzo 3'14"62  | Oro 7'07"33     | Oro 3'30"68   |
| Pechino 2008 Cina             | Oro 1'42"96     | -               | Oro 50"58      | Oro 1'52"03     | Oro 1'54"23     | Oro 4'03"84     | Oro 3'08"24     | Oro 6'58"56     | Oro 3'29"34   |
| Londra 2012 Regno Unito       | -               | -               | Oro 51"21      | Argento 1'53"01 | Oro 1'54"27     | -               | Argento 3'10"38 | Oro 6'59"70     | Oro 3'29"35   |
| Rio de Janeiro 2016 Brasile   | -               | -               | Argento 51"14  | Oro 1'53"36     | Oro 1'54"66     | -               | Oro 3'09"92     | Oro 7'00"66     | Oro 3'27"95   |
| Mondiali                      | 200 m s.l.      | 200 m dorso     | 100 m farfalla | 200 m farfalla  | 200 m misti     | 400 m misti     | 4×100 m s.l.    | 4×200 m s.l.    | 4×100 m misti |
| Fukuoka 2001 Giappone         | -               | -               | -              | Oro 1'54"58     | -               | -               | -               | -               | -             |
| Barcellona 2003 Spagna        | -               | -               | Argento 51"10  | Oro 1'54"35     | Oro 1'56"04     | Oro 4'09"09     | -               | Argento 7'10"26 | Oro 3'31"54   |
| Montréal 2005 Canada          | Oro 1'45"20     | -               | Argento 51"65  | -               | Oro 1'56"68     | -               | Oro 3'13"77     | Oro 7'06"58     | Oro 3'31"85   |
| Melbourne 2007 Australia      | Oro 1'43"86     | -               | Oro 50"77      | Oro 1'52"09     | Oro 1'54"98     | Oro 4'06"22     | Oro 3'12"72     | Oro 7'03"24     | -             |
| Roma 2009 Italia              | Argento 1'43"22 | -               | Oro 49"82      | Oro 1'51"51     | -               | -               | Oro 3'09"21     | Oro 6'58"55     | Oro 3'27"28   |
| Shanghai 2011 Cina            | Argento 1'44"79 | -               | Oro 50"71      | Oro 1'53"34     | Argento 1'54"16 | -               | Bronzo 3'11"96  | Oro 7'02"67     | Oro 3'32"06   |
| Mondiali in vasca corta       | 200 m s.l.      | 200 m dorso     | 100 m farfalla | 200 m farfalla  | 200 m misti     | 400 m misti     | 4×100 m s.l.    | 4×200 m s.l.    | 4×100 m misti |
| Indianapolis 2004 Stati Uniti | Oro 1'43"59     | -               | -              | -               | -               | -               | -               | -               | -             |
| Campionati panpacifici        | 200 m s.l.      | 200 m dorso     | 100 m farfalla | 200 m farfalla  | 200 m misti     | 400 m misti     | 4×100 m s.l.    | 4×200 m s.l.    | 4×100 m misti |
| Yokohama 2002 Giappone        | -               | -               | -              | Argento 1'55"41 | Oro 1'59"70     | Argento 4'12"48 | -               | Argento 7'11"81 | Oro 3'33"48   |
| Victoria 2006 Canada          | -               | Argento 1'56"81 | -              | Oro 1'53"80     | Oro 1'55"84     | Oro 4'10"47     | Oro 3'12"46     | Oro 7'05"28     | -             |
| Irvine 2010 Stati Uniti       | -               | -               | Oro 50"86      | Oro 1'54"11     | -               | -               | Oro 3'11"74     | Oro 7'03"84     | Oro 3'32"48   |
| Gold Coast 2014 Australia     | -               | -               | Oro 51"29      | -               | Argento 1'56"04 | -               | Argento 3'13"36 | Oro 7'05"17     | Oro 3'29"94   |

### Campionati nazionali

#### Trials
2000
 200 m farfalla (1'57"48)
2004
 200 m stile libero (1'46"27)
 200 m farfalla (1'54"31)
 200 m misti (1'56"71)
 400 m misti (4'08"41)
 200 m dorso (1'55"86)
 100 m farfalla (51"15)
2008
 200 m stile libero (1'44"10)
 100 m farfalla (50"89)
 200 m farfalla (1'52"20)
 200 m misti (1'54"80)
 400 m misti (4'05"20)
2012
 200 m stile libero (1'45"70)
 100 m farfalla (51"14)
 200 m farfalla (1'53"65)
 200 m misti (1'54"84)
 400 m misti (4'07"89)
2016
 100 m farfalla (51"00)
 200 m farfalla (1'54"84)
 200 m misti (1'55"91)

#### Campionati estivi
2000
Sostituiti dai Trials
2002
 100 m farfalla (51"88)
 200 m farfalla (1'54"86)
 200 m misti (1'58"68)
 400 m misti (4'11"09)
 200 m stile libero (1'48"90)
2003
 100 m stile libero (49"19)
 200 m stile libero (1'45"99)
 400 m stile libero (3'46"73)
 200 m dorso (1'56"10)
 200 m misti (1'55"94)
2005
 200 m stile libero (1'46"40)
 200 m farfalla (1'55"26)
 4x100 m stile libero (3'19"38)
 4x200 m stile libero (7'12"35)
 4x100 m misti (3'43"26)
2006
 200 m stile libero (1'45"63)
 100 m farfalla (51"51)
 200 m farfalla (1'54"32)
 200 m misti (1'56"50)
 400 m misti (4'10"16)
 4x100 m misti (3'41"96)
 200 m dorso (1'57"09)
2007
 200 m stile libero (1'44"98)
 100 m dorso (53"01)
 200 m dorso (1'54"65)
 100 m farfalla (51"39)
 4x100 m stile libero (3'17"96)
 4x100 m misti (3'38"32)
 400 m stile libero (3'47"13)
2008
Sostituiti dai Trials
2009
 200 m stile libero (1'44"23)
 100 m farfalla (50"22)
 200 m farfalla (1'52"76)
2010
 200 m stile libero (1'45"61)
 100 m farfalla (50"65)
 200 m farfalla (1'56"00)
 200 m misti (1'55"94)
2014
 100 m farfalla (51"30)
 200 m misti (1'56"55)
2015
 100 m farfalla (50"45)
 200 m farfalla (1'52"94)
 200 m misti (1'54"75)

#### Campionati primaverili
2000
 200 m farfalla (1'59"02)
2001
 200 m farfalla (1'54"92)
 200 m misti (2'02"17)
 400 m misti (4'15"20)
2003
 200 m stile libero (1'47"37)
 200 m dorso (1'57"04)
 100 m farfalla (51"89)
2004
 100 m stile libero (49"05)
 200 m stile libero (1'46"47)
 200 m dorso (1'55"30)
 50 m farfalla (24"63)
 100 m farfalla (51"84)
 200 m misti (1'56"80)
2005
 100 m stile libero (49"00)
 200 m stile libero (1'46"44)
 400 m stile libero (3'47"49)
 100 m farfalla (51"34)
 200 m misti (1'57"44)

#### Campionati in vasca corta
2007
 100 y stile libero (42"14)
 200 y stile libero (1'32"13)
 200 y misti (1'41"32)

#### US Open
2001 (25 m)
 200 m misti (1'59"07)
 400 m misti (4'11"95)
 200 m farfalla (1'54"21)
 200 m stile libero (1'47"70)
 200 m dorso (1'58"35)
2006 (50 m)
 100 m stile libero (49"16)
 200 m stile libero (1'49"48)
 200 m farfalla (1'55"77)
 200 m misti (1'59"26)
 4x200 m stile libero (7'23"51)
 4x100 m misti (3'46"75)
 400 m misti (4'18"32)

## Record

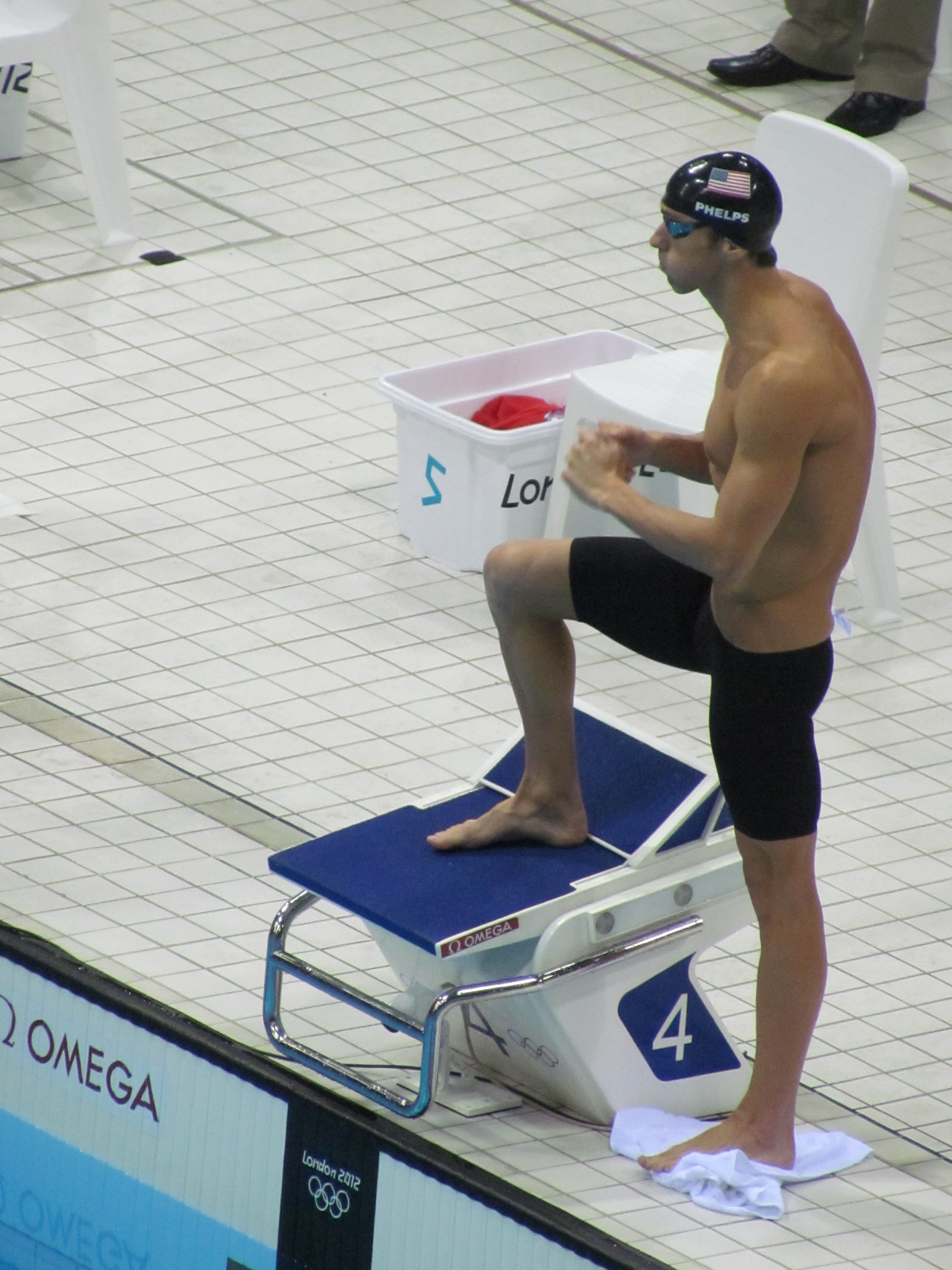
Londra 2012.

### Primati personali

#### Vasca lunga (50 metri)
| Disciplina          | Tempo    | Luogo        | Data             | Note            |
| ------------------- | -------- | ------------ | ---------------- | --------------- |
| 100 m stile libero  | 47"51    | Pechino      | 11 agosto 2008   | [ 24 ]          |
| 200 m stile libero  | 1'42"96  | Pechino      | 12 agosto 2008   | [ 25 ]          |
| 400 m stile libero  | 3'46"73  | College Park | 8 agosto 2003    |                 |
| 1500 m stile libero | 15'34"18 | Indianapolis | 19 maggio 2007   |                 |
| 100 m dorso         | 53"01    | Indianapolis | 3 agosto 2007    |                 |
| 200 m dorso         | 1'54"65  | Indianapolis | 1º agosto 2007   |                 |
| 100 m rana          | 1'02"57  | Columbia     | 17 febbraio 2008 |                 |
| 200 m rana          | 2'11"30  | Irvine       | 11 agosto 2015   |                 |
| 100 m delfino       | 49"82    | Roma         | 1º agosto 2009   | [ 26 ]          |
| 200 m delfino       | 1'51"51  | Roma         | 29 luglio 2009   | [ 27 ]          |
| 200 m misti         | 1'54"16  | Shanghai     | 28 luglio 2011   | [ 28 ]          |
| 400 m misti         | 4'03"84  | Pechino      | 10 agosto 2008   | [ 29 ]          |
| 4×100 m sl          | 3'08"24  | Pechino      | 11 agosto 2008   | Record mondiale |
| 4×200 m sl          | 6'58"55  | Roma         | 31 luglio 2009   | Record mondiale |
| 4×100 m misti       | 3'27"28  | Roma         | 2 agosto 2009    | [ 30 ]          |

#### Vasca corta (25 metri)
| Disciplina         | Tempo   | Luogo       | Data             | Note   |
| ------------------ | ------- | ----------- | ---------------- | ------ |
| 100 m stile libero | 46"99   | Manchester  | 18 dicembre 2009 |        |
| 200 m stile libero | 1'42"78 | East Meadow | 4 febbraio 2006  |        |
| 200 m dorso        | 1'50"34 | Berlino     | 22 ottobre 2011  |        |
| 100 m delfino      | 50"46   | Manchester  | 18 dicembre 2009 |        |
| 200 m delfino      | 1'52"27 | Melbourne   | 28 novembre 2003 |        |
| 100 m misti        | 51"65   | Berlino     | 22 ottobre 2011  |        |
| 200 m misti        | 1'51"89 | Berlino     | 23 ottobre 2011  |        |
| 400 m misti        | 4'01"49 | Berlino     | 22 ottobre 2011  |        |
| 4×100 m sl         | 3'03"30 | Manchester  | 19 dicembre 2009 | [ 31 ] |
| 4×100 m misti      | 3'20"71 | Manchester  | 18 dicembre 2009 |        |

### Record mondiali
Nella sua carriera ha battuto un totale di 39 record del mondo in otto diverse discipline, 29 in gare individuali e 10 nelle staffette, riuscendo anche in questo campo a far meglio del connazionale Mark Spitz, che alla sua epoca ne batté 33 (26 individuali, sette staffette).
|  | Record detenuti al 2023 |

| N  | Gara                      | Tempo   | Data             | Evento                       | Luogo                        |
| -- | ------------------------- | ------- | ---------------- | ---------------------------- | ---------------------------- |
| 1  | 200 m farfalla            | 1'54"92 | 30 marzo 2001    | Campionati statunitensi      | Austin, Stati Uniti          |
| 2  | 200 m farfalla            | 1'54"58 | 24 luglio 2001   | Campionati mondiali          | Fukuoka, Giappone            |
| 3  | 400 m misti               | 4'11"09 | 15 agosto 2002   | Campionati statunitensi      | Fort Lauderdale, Stati Uniti |
| 4  | 4×100 m misti             | 3'33"48 | 29 agosto 2002   | Campionati panpacifici       | Yokohama, Giappone           |
| #  | 100 m farfalla lanciati   | 51"13   | 29 agosto 2002   | Campionati panpacifici       | Yokohama, Giappone           |
| 5  | 400 m misti               | 4'10"73 | 6 aprile 2003    | Grand Prix                   | Indianapolis, Stati Uniti    |
| 6  | 200 m misti               | 1'57"94 | 29 giugno 2003   | Meeting Santa Clara          | Santa Clara, Stati Uniti     |
| 7  | 200 m farfalla            | 1'53"93 | 22 luglio 2003   | Campionati mondiali          | Barcellona, Spagna           |
| 8  | 200 m misti               | 1'57"52 | 24 luglio 2003   | Campionati mondiali          | Barcellona, Spagna           |
| 9  | 100 m farfalla            | 51"47   | 25 luglio 2003   | Campionati mondiali          | Barcellona, Spagna           |
| 10 | 200 m misti               | 1'56"04 | 25 luglio 2003   | Campionati mondiali          | Barcellona, Spagna           |
| 11 | 400 m misti               | 4'09"09 | 27 luglio 2003   | Campionati mondiali          | Barcellona, Spagna           |
| 12 | 200 m misti               | 1'55"94 | 9 agosto 2003    | Campionati statunitensi      | College Park, Stati Uniti    |
| 13 | 400 m misti               | 4'08"41 | 7 luglio 2004    | Trials statunitensi          | Long Beach, Stati Uniti      |
| 14 | 400 m misti               | 4'08"26 | 14 agosto 2004   | Giochi Olimpici              | Atene, Grecia                |
| 15 | 200 m farfalla            | 1'53"80 | 17 agosto 2006   | Campionati panpacifici       | Victoria, Canada             |
| 16 | 4×100 m stile libero      | 3'12"46 | 19 agosto 2006   | Campionati panpacifici       | Victoria, Canada             |
| 17 | 200 m misti               | 1'55"84 | 20 agosto 2006   | Campionati panpacifici       | Victoria, Canada             |
| 18 | 200 m farfalla            | 1'53"71 | 17 febbraio 2007 | Gran Prix                    | Columbia, Stati Uniti        |
| 19 | 200 m stile libero        | 1'43"86 | 27 marzo 2007    | Campionati mondiali          | Melbourne, Australia         |
| 20 | 200 m farfalla            | 1'52"09 | 28 marzo 2007    | Campionati mondiali          | Melbourne, Australia         |
| 21 | 200 m misti               | 1'54"98 | 29 marzo 2007    | Campionati mondiali          | Melbourne, Australia         |
| 22 | 4×200 m stile libero      | 7'03"24 | 30 marzo 2007    | Campionati mondiali          | Melbourne, Australia         |
| 23 | 400 m misti               | 4'06"22 | 1º aprile 2007   | Campionati mondiali          | Melbourne, Australia         |
| 24 | 400 m misti               | 4'05"25 | 29 giugno 2008   | Trials statunitensi          | Omaha, Stati Uniti           |
| 25 | 200 m misti               | 1'54"80 | 4 luglio 2008    | Trials statunitensi          | Omaha, Stati Uniti           |
| 26 | 400 m misti               | 4'03"84 | 10 agosto 2008   | Giochi Olimpici              | Pechino, Cina                |
| 27 | 4×100 m stile libero      | 3'08"24 | 11 agosto 2008   | Giochi Olimpici              | Pechino, Cina                |
| 28 | 200 m stile libero        | 1'42"96 | 12 agosto 2008   | Giochi Olimpici              | Pechino, Cina                |
| 29 | 200 m farfalla            | 1'52"03 | 13 agosto 2008   | Giochi Olimpici              | Pechino, Cina                |
| 30 | 4×200 m stile libero      | 6'58"56 | 13 agosto 2008   | Giochi Olimpici              | Pechino, Cina                |
| 31 | 200 m misti               | 1'54"23 | 15 agosto 2008   | Giochi Olimpici              | Pechino, Cina                |
| 32 | 4×100 m misti             | 3'29"34 | 17 agosto 2008   | Giochi Olimpici              | Pechino, Cina                |
| #  | 100 m farfalla lanciati   | 50"15   | 17 agosto 2008   | Giochi Olimpici              | Pechino, Cina                |
| 33 | 100 m farfalla            | 50"22   | 9 luglio 2009    | Campionati statunitensi      | Indianapolis, Stati Uniti    |
| 34 | 200 m farfalla            | 1'51"51 | 29 luglio 2009   | Campionati mondiali          | Roma, Italia                 |
| 35 | 4×200 m stile libero      | 6'58"55 | 31 luglio 2009   | Campionati mondiali          | Roma, Italia                 |
| 36 | 100 m farfalla            | 49"82   | 1º agosto 2009   | Campionati mondiali          | Roma, Italia                 |
| 37 | 4×100 m misti             | 3'27"28 | 2 agosto 2009    | Campionati mondiali          | Roma, Italia                 |
| #  | 100 m farfalla lanciati   | 49"72   | 2 agosto 2009    | Campionati mondiali          | Roma, Italia                 |
| 38 | 4×100 m misti (VC)        | 3'20"71 | 19 dicembre 2009 | British Gas Duel in the Pool | Manchester, Regno Unito      |
| 39 | 4×100 m stile libero (VC) | 3'03"30 | 19 dicembre 2009 | British Gas Duel in the Pool | Manchester, Regno Unito      |

### Record nazionali
Di record statunitensi ne ha battuti un totale di 54, 15 escludendo quando erano anche record mondiali, nove individuali e sei in staffetta, tra questi è riuscito a far cadere anche quello dei 100 m e dei 400 m stile libero.
| N  | Gara                 | Tempo   | Data           | Evento                      | Luogo                        |
| -- | -------------------- | ------- | -------------- | --------------------------- | ---------------------------- |
| 1  | 200 m misti          | 1'58"68 | 15 agosto 2002 | Campionati statunitensi     | Fort Lauderdale, Stati Uniti |
| 2  | 100 m farfalla       | 51"88   | 16 agosto 2002 | Campionati statunitensi     | Fort Lauderdale, Stati Uniti |
| 3  | 100 m farfalla       | 51"84   | 6 aprile 2003  | Duel in the Pool AUS vs USA | Indianapolis, Stati Uniti    |
| 4  | 4×200 m stile libero | 7'11"81 | 26 agosto 2002 | Campionati panpacifici      | Yokohama, Giappone           |
| 5  | 200 m stile libero   | 1'46"60 | 23 luglio 2003 | Campionati mondiali         | Barcellona, Spagna           |
| 6  | 4×200 m stile libero | 7'10"26 | 23 luglio 2003 | Campionati mondiali         | Barcellona, Spagna           |
| 7  | 200 m stile libero   | 1'45"99 | 7 agosto 2003  | Campionati statunitensi     | College Park, Stati Uniti    |
| 8  | 400 m stile libero   | 3'46"73 | 8 agosto 2003  | Campionati statunitensi     | College Park, Stati Uniti    |
| 9  | 200 m stile libero   | 1'45"32 | 16 agosto 2004 | Giochi Olimpici             | Atene, Grecia                |
| 10 | 4×200 m stile libero | 7'07"33 | 17 agosto 2004 | Giochi Olimpici             | Atene, Grecia                |
| 11 | 4×100 m stile libero | 3'13"77 | 24 luglio 2005 | Campionati mondiali         | Montréal, Canada             |
| 12 | 200 m stile libero   | 1'45"20 | 26 luglio 2005 | Campionati mondiali         | Montréal, Canada             |
| 13 | 4×200 m stile libero | 7'06"58 | 29 luglio 2005 | Campionati mondiali         | Montréal, Canada             |
| 14 | 4×200 m stile libero | 7'05"28 | 19 agosto 2006 | Campionati panpacifici      | Victoria, Canada             |
| 15 | 100 m stile libero   | 47"51   | 11 agosto 2008 | Giochi Olimpici             | Pechino, Cina                |

### Altri record
- 2000: il più giovane nuotatore statunitense a prendere parte ai Giochi olimpici dal 1932 (15 anni).
- 2001: il più giovane nuotatore detentore di un record del mondo (15 anni e 9 mesi).
- 2003: il primo nuotatore statunitense a vincere tre stili diversi a un campionato nazionale (stile libero, dorso, farfalla).
- 2003: il primo nuotatore a stabilire due primati mondiali individuali nello stesso giorno (200 m misti, 100 m farfalla).
- 2003: il primo nuotatore a battere cinque record mondiali in una sola edizione dei campionati mondiali (200 m farfalla, 200 m misti (x2), 100 m farfalla, 400 m misti).
- 2004: il primo nuotatore a qualificarsi in sei eventi ai Trials statunitensi.
- 2007: il più alto numero di medaglie d'oro vinte in un'edizione dei campionati mondiali (sette, cinque individuali e due in staffetta).
- 2008: il più alto numero di medaglie d'oro vinte in un'edizione dei Giochi olimpici (otto, cinque individuali e tre in staffetta).
- 2009: il primo nuotatore a detenere otto record mondiali contemporaneamente (200 m stile libero, 100 m farfalla, 200 m farfalla, 200 m misti, 400 m misti, 4x100 m sl, 4x200 m sl, 4x100 m misti).
- 2011: il miglior medagliato ai campionati mondiali sui 200 m stile libero (due ori e due argenti).
- 2011: il miglior medagliato ai campionati mondiali sui 200 m farfalla (cinque ori).
- 2011: il miglior medagliato ai campionati mondiali sui 200 m misti (tre ori e un argento).
- 2011: il miglior medagliato ai campionati mondiali sui 100 m farfalla (tre ori e due argenti).
- 2011: il miglior medagliato ai campionati mondiali (33 medaglie: 26 d'oro, 6 d'argento, una di bronzo)
- 2012: il primo nuotatore a vincere l'oro nella stessa disciplina in tre edizioni dei Giochi olimpici.
- 2016: il primo nuotatore statunitense di sesso maschile a qualificarsi in cinque edizioni dei Giochi Olimpici.
- 2016: il più anziano nuotatore a vincere un oro olimpico individuale (31 anni).
- 2016: il primo nuotatore a vincere l'oro nella stessa disciplina (200 m misti) in quattro edizioni dei Giochi olimpici.
- 2016: il miglior medagliato olimpico (28 medaglie: 23 d'oro, 3 d'argento, 2 di bronzo).
- 2016: otto volte nuotatore dell'anno.
- 2016: undici volte nuotatore americano dell'anno.
- 2023: record dei 400 m misti detenuto per 20 anni e 342 giorni.

## Progressione

### 100 m stile libero
| Stagione | Risultato | Luogo        | Data      | Rank. Mond. |
| -------- | --------- | ------------ | --------- | ----------- |
| 2015     | 49"66     | Baltimora    | 14-7-2015 | -           |
| 2014     | 48"45     | Gold Coast   | 22-8-2014 | 15º         |
| 2012     | 48"49     | Omaha        | 11-3-2012 | 17º         |
| 2011     | 48"08     | Shanghai     | 24-7-2011 | 6º          |
| 2010     | 48"13     | Irvine       | 20-8-2010 | 1º          |
| 2009     | 47"78     | Roma         | 26-7-2009 | 8º          |
| 2008     | 47"51     | Pechino      | 11-8-2008 | 4º          |
| 2007     | 48"42     | Melbourne    | 25-3-2007 | 2º          |
| 2006     | 48"83     | Athens       | 19-8-2006 | 5º          |
| 2005     | 48"93     | Montréal     | 27-7-2005 | 7º          |
| 2004     | 49"05     | Orlando      | 11-2-2004 | 9º          |
| 2003     | 49"19     | College Park | 6-8-2003  | 8º          |

### 200 m stile libero
| Stagione | Risultato | Luogo           | Data      | Rank. Mond. |
| -------- | --------- | --------------- | --------- | ----------- |
| 2014     | 1'48"20   | Santa Clara     | 21-6-2014 | -           |
| 2012     | 1'45"70   | Omaha           | 27-6-2012 | -           |
| 2011     | 1'44"79   | Shanghai        | 26-7-2011 | 2º          |
| 2010     | 1'45"61   | Irvine          | 4-8-2010  | 3º          |
| 2009     | 1'43"22   | Roma            | 28-8-2009 | 2º          |
| 2008     | 1'42"96   | Pechino         | 12-8-2008 | 1º          |
| 2007     | 1'43"86   | Melbourne       | 27-3-2007 | 1º          |
| 2006     | 1'45"50   | Athens          | 13-7-2006 | 1º          |
| 2005     | 1'45"20   | Montréal        | 26-7-2005 | 1º          |
| 2004     | 1'45"32   | Atene           | 16-8-2004 | 3º          |
| 2003     | 1'45"99   | College Park    | 7-8-2003  | 2º          |
| 2002     | 1'48"90   | Fort Lauderdale | 13-8-2002 | -           |
| 2001     | 1'51"73   | Clovis          | ?-8-2001  | -           |
| 2000     | 1'55"37   | -               | ?-8-2000  | -           |

### 100 m farfalla
| Stagione | Risultato | Luogo           | Data      | Rank. Mond. |
| -------- | --------- | --------------- | --------- | ----------- |
| 2015     | 50"45     | San Antonio     | 8-8-2015  | 1º          |
| 2014     | 51"17     | Irvine          | 8-8-2014  | 1º          |
| 2012     | 50"86     | Londra          | 2-8-2012  | 1º          |
| 2011     | 50"71     | Shanghai        | 30-7-2011 | 1º          |
| 2010     | 50"65     | Irvine          | 5-8-2010  | 1º          |
| 2009     | 49"82     | Roma            | 1-8-2009  | 1º          |
| 2008     | 50"58     | Pechino         | 16-8-2008 | 1º          |
| 2007     | 50"77     | Melbourne       | 31-3-2007 | 1º          |
| 2006     | 51"51     | Victoria        | 3-8-2006  | 2º          |
| 2005     | 51"34     | Indianapolis    | 3-4-2005  | 2º          |
| 2004     | 51"15     | Long Beach      | 13-8-2004 | 2º          |
| 2003     | 51"10     | Barcellona      | 25-7-2003 | 2º          |
| 2002     | 51"88     | Fort Lauderdale | 16-8-2002 | 1º          |
| 2001     | 52"98     | Clovis          | ?-8-2001  | -           |
| 2000     | 55"01     | -               | ?-7-2000  | -           |

### 200 m farfalla
| Stagione | Risultato | Luogo           | Data      | Rank. Mond. |
| -------- | --------- | --------------- | --------- | ----------- |
| 2016     | 1'53"36   | Rio de Janeiro  | 9-8-2016  | 2º          |
| 2015     | 1'52"94   | San Antonio     | 7-8-2015  | 1º          |
| 2012     | 1'53"01   | Londra          | 31-7-2012 | 2º          |
| 2011     | 1'53"34   | Shanghai        | 27-7-2011 | 1º          |
| 2010     | 1'54"11   | Irvine          | 18-8-2010 | 1º          |
| 2009     | 1'51"51   | Roma            | 29-8-2009 | 1º          |
| 2008     | 1'52"03   | Pechino         | 13-8-2008 | 1º          |
| 2007     | 1'52"09   | Melbourne       | 28-3-2007 | 1º          |
| 2006     | 1'53"80   | Victoria        | 17-8-2006 | 1º          |
| 2005     | 1'55"26   | Irvine          | 4-8-2005  | 2º          |
| 2004     | 1'54"04   | Atene           | 17-8-2004 | 1º          |
| 2003     | 1'53"93   | Barcellona      | 22-7-2003 | 1º          |
| 2002     | 1'54"86   | Fort Lauderdale | 14-8-2002 | 1º          |
| 2001     | 1'54"58   | Fukuoka         | 24-7-2001 | 1º          |
| 2000     | 1'56"50   | Sydney          | 19-9-2000 | 5º          |

### 200 m misti
| Stagione | Risultato | Luogo           | Data      | Rank. Mond. |
| -------- | --------- | --------------- | --------- | ----------- |
| 2016     | 1'54"66   | Rio de Janeiro  | 11-8-2016 | 1º          |
| 2015     | 1'54"75   | San Antonio     | 9-8-2015  | 1º          |
| 2014     | 1'56"04   | Gold Coast      | 24-8-2014 | 3º          |
| 2012     | 1'54"27   | Londra          | 2-8-2012  | 1º          |
| 2011     | 1'54"16   | Shanghai        | 28-7-2011 | 2º          |
| 2010     | 1'55"94   | Irvine          | 6-8-2010  | 2º          |
| 2008     | 1'54"23   | Pechino         | 15-8-2008 | 1º          |
| 2007     | 1'54"98   | Melbourne       | 29-3-2007 | 1º          |
| 2006     | 1'55"84   | Victoria        | 20-8-2006 | 1º          |
| 2005     | 1'56"68   | Montréal        | 28-7-2005 | 1º          |
| 2004     | 1'56"71   | Long Beach      | 12-7-2004 | 1º          |
| 2003     | 1'55"94   | College Park    | 9-8-2003  | 1º          |
| 2002     | 1'58"68   | Fort Lauderdale | 12-8-2002 | 1º          |
| 2001     | 2'00"86   | Clovis          | ?-8-2001  | -           |
| 2000     | 2'05"54   | -               | ?-7-2000  | -           |

### 400 m misti
| Stagione | Risultato | Luogo           | Data      | Rank. Mond. |
| -------- | --------- | --------------- | --------- | ----------- |
| 2012     | 4'07"89   | Omaha           | 25-7-2012 | 2º          |
| 2010     | 4'15"38   | Irvine          | 19-8-2010 | -           |
| 2008     | 4'03"84   | Pechino         | 10-8-2008 | 1º          |
| 2007     | 4'06"22   | Melbourne       | 1-4-2007  | 1º          |
| 2006     | 4'10"16   | Irvine          | 1-8-2006  | 2º          |
| 2005     | 4'12"71   | Irvine          | 2-8-2005  | 3º          |
| 2004     | 4'08"26   | Atene           | 14-8-2004 | 1º          |
| 2003     | 4'09"09   | Barcellona      | 27-7-2003 | 1º          |
| 2002     | 4'10"73   | Fort Lauderdale | 15-8-2002 | 1º          |
| 2001     | 4'15"20   | Austin          | ?-3-2001  | -           |
| 2000     | 4'23"86   | -               | ?-7-2000  | -           |